# L'uomo sul treno - The Commuter
L'uomo sul treno (The Commuter) è un film del 2018 diretto da Jaume Collet-Serra.
Il film ha come protagonista Liam Neeson, affiancato da Vera Farmiga, Patrick Wilson, Sam Neill, Elizabeth McGovern e Jonathan Banks.

## Trama
Michael MacCauley è un pendolare sessantenne di Tarrytown che tutti i giorni prende il solito treno per recarsi a Manhattan, dove lavora nel campo delle assicurazioni, al quale è passato dopo anni di servizio nella polizia di New York. Un giorno viene però licenziato senza apparente motivo, pur avendo lavorato sodo per dieci anni.
Per l'uomo, ad un passo dal pensionamento, con diversi debiti da pagare e un figlio da mandare al college, è un colpo durissimo: non riuscendo a confessare la verità a sua moglie, si confida con il tenente di polizia Alex Murphy, suo amico ed ex collega. Più tardi, sul treno che lo riporta a casa, viene avvicinato da una misteriosa donna, Joanna.
Per passare il tempo, Joanna gli propone una sfida: trovare un passeggero, nome in codice Prynne, che non dovrebbe trovarsi sul treno, e la cui esistenza mette in pericolo quella di tutti gli altri occupanti. Prynne ha con sé una borsa, all'interno della quale dovrebbe esserci un oggetto rubato: se Michael riuscirà a riconoscerlo e a infilare nel bagaglio un localizzatore GPS prima che Prynne scenda alla stazione di Cold Spring, otterrà una ricompensa di 100.000 dollari, in due parti, prima 25.000 posizionati in un gabinetto del treno, più altri 75.000 ad operazione conclusa. Quando Joanna lascia il treno, Michael, inizialmente convinto si tratti di uno scherzo, non sembra prendere la cosa troppo sul serio, ma vinto dalla curiosità si reca infine nel luogo indicatogli in uno dei gabinetti, trovando parte della somma (25.000), capendo quindi che non si tratta di un gioco.
Tentato dal guadagno che risolverebbe molti dei suoi problemi, ma non volendo farsi coinvolgere, Michael cerca di lasciare il treno, quando viene avvicinato da una ragazza che gli consegna una busta con dentro la fede nuziale della moglie, facendogli capire che ora non può più tirarsi indietro e che se cercherà di infrangere le regole ne andrà di mezzo la sua famiglia. Spaventato per la sua incolumità e per quella della sua famiglia, che non riesce a contattare, Michael affida un messaggio ad un suo amico pendolare per fargli chiamare la polizia una volta sceso, con il solo risultato di vederlo spinto sotto un autobus e ucciso subito dopo aver lasciato la stazione successiva, a riprova del fatto che qualcuno a bordo lo sta tenendo d'occhio.
A questo punto Michael non ha altra scelta che mettersi sulle tracce di Prynne : prima riesce ad isolare le persone dirette a Cold Spring guardando il numero identificativo affisso sui sedili dal controllore, poi si concentra su chi non è un viaggiatore abituale. Dopo alcuni tentativi, si convince di averlo riconosciuto in un giovane latino con il quale ha una violenta discussione, ma al quale riesce infine a mettere addosso il localizzatore. Convinto di esserne finalmente uscito, Michael contatta l'amico Murphy alla stazione di Polizia: da quest'ultimo apprende che Prynne è legato probabilmente ad un caso di apparente suicidio avvenuto qualche tempo prima, del quale è stato testimone e le cui rivelazioni potrebbero mettere in pericolo molte persone influenti di New York. Michael capisce quindi che i mandanti vogliono eliminare Prynne e cerca di salvare l'uomo col quale ha avuto la colluttazione, ma è troppo tardi: l'uomo viene infatti trovato morto da Michael in una botola di emergenza, ucciso dal sicario che si nasconde ancora tra i passeggeri. Perquisendolo, però, Michael scopre che in realtà è un agente dell'FBI; poco dopo una telefonata di Joanna lo informa che quello non era il vero Prynne, esortandolo a proseguire la sua ricerca se vuole evitare che la sua famiglia sia uccisa.
Il treno giunge a Tarrytown e Michael vorrebbe scendere, ma la polizia, avvertita da una telefonata anonima di Joanna che a bordo c'è un individuo pericoloso, sale a bordo per controllare. Michael si trova in quel momento vicino al cadavere dell'agente federale e, per evitare di essere scambiato per l'assassino, si nasconde nella botola sotto al pavimento. Una volta che la polizia si è allontanata l'uomo si lascia cadere sui binari, ma nel frattempo il treno riparte: rischiando la vita, Michael riesce in qualche modo a risalire a bordo, perdendo però parte dei soldi che aveva in tasca.
Quando mancano poche fermate all'arrivo a Cold Spring (il capolinea del treno), Michael, disperato, dopo avere convogliato con uno stratagemma tutti i restanti passeggeri in un'unica carrozza per averli sotto controllo, arriva ad isolare cinque persone sospette (un'infermiera messicana, un broker, una studentessa, un musicista afroamericano e un giocatore di poker) tra le quali dovrebbe esserci Prynne.
L'infermiera è innocente e ha preso il treno come sfogo dopo una giornata stressante, la studentessa ha con sé una strana borsa ma quando la apre, al suo interno vi sono solo tessere contraffatte che il suo ragazzo le aveva consegnato e di cui lei voleva comunque disfarsi, e il giocatore di poker è in realtà un semplice pendolare di Cold Spring, che Michael non aveva mai notato prima solo per pura coincidenza. 
Sembra quindi che il "suo" uomo possa essere il ragazzo di colore, anche perché non è un vero musicista (porta una chitarra da mancino mentre lui è destro) ma questi si rivela invece essere il sicario al soldo di Joanna:  dopo una violenta colluttazione in una carrozza vuota, Michael riesce ad ucciderlo gettandolo giù da un finestrino. A questo punto Michael viene contattato nuovamente da Joanna, la quale lo avvisa che ora l'unico modo che ha per uscirne e salvare la sua famiglia è eliminare lui stesso il testimone una volta che lo avrà trovato.
Quando però il broker scende ad una fermata diversa da quella ipotizzata, Michael capisce di aver sbagliato persona e che Prynne è in realtà colei che gli sedeva accanto: una giovane donna di nome Sofia. Parlando con lei, l'uomo apprende che è stata testimone dell'omicidio del cugino, un urbanista del comune; la ragazza aggiunge di aver portato via dalla scena del crimine un disco-fisso che prova i comportamenti illeciti di molte personalità in vista di New York e che gli assassini erano dei poliziotti. Sofia aveva quindi contattato l'FBI, che la sta aspettando a Cold Spring per inserirla nella protezione testimoni.
Joanna chiama Michael e cerca di convincerlo a uccidere Sofia per il bene della sua famiglia, ma Michael si rifiuta. Joanna attiva così il piano di sicurezza: far deragliare il treno per uccidere tutti a bordo. Il macchinista viene ucciso e il treno, con i comandi manomessi, inizia a prendere velocità, ma con il sacrificio del capotreno, lui e Michael riescono a staccare l'ultima carrozza, che dopo un pauroso deragliamento si ferma lasciando i passeggeri sostanzialmente incolumi.
Di lì a breve però il vagone viene circondato dalla SWAT e dalla polizia, giunti per arrestare Michael in quanto accusato di terrorismo e sequestro: tra gli agenti accorsi vi è anche Murphy, che, indossato un rilevatore per farsi riconoscere dai sensori montati sui fucili della SWAT, entra nella carrozza in qualità di negoziatore. Il poliziotto tenta di convincere l'amico ad arrendersi, ma parlando con lui Michael capisce da una sua frase che anch'egli è uno dei corrotti, nonché il responsabile dell'omicidio del cugino di Sofia: ne nasce un violento scontro, con Michael che, aiutato anche dagli altri passeggeri, riesce a strappare il rilevatore di Murphy e metterlo addosso a se stesso, con il risultato di vedere l'ex-collega ucciso dai cecchini.
Passata la crisi, Michael viene riabilitato e può riabbracciare la sua famiglia. Il capitano Hawthorne, suo ex superiore, in precedenza ingiustamente indicato come un corrotto da Murphy per creare sospetti in Michael, lo informa che buona parte dei cospiratori, inclusa Joanna, sono riusciti a scappare, ma le informazioni nel disco-fisso e la testimonianza di Sofia saranno più che sufficienti a far saltare parecchie teste illustri. Inoltre gli offre di tornare a lavorare al suo servizio come investigatore e lui accetta. Qualche tempo dopo, Michael riesce a trovare Joanna su un treno e, mostrandole il distintivo, la arresta.

## Produzione
Le riprese si sono svolte nel 2017 ed hanno avuto complessivamente una durata di dieci settimane. Benché sia ambientato fra il centro e la periferia di New York, il film è stato girato in Inghilterra: gran parte del set è stato costruito presso i Pinewood Studios, mentre per le riprese esterne sono state utilizzate alcune location a Longcross, nel Surrey. 
La trama del film si svolge quasi interamente su un treno della MTA Metro-North Railroad facente parte della storica Hudson Line, che percorre la tratta dalla stazione Grand Central fino a Cold Spring. Poiché girare il film su un vero treno non era fattibile, venne costruito un intero vagone come set e ricreati gli altri con la computer grafica. 
Le stazioni ferroviarie mostrate (come Gran Central, 68° Strada, 86° Strada) sono state in gran parte costruite appositamente, ad eccezione di quelle di Terrytown e Cold Spring, per le quali sono state utilizzate due stazioni del Surrey modificate per l'occasione.
Nel film, il treno parte da Gran Central ed effettua alcune fermate in sotterranea prima di sbucare in superficie e raggiungere la stazione di Harlem sulla 125° strada; nella realtà, tali stazioni sono state dismesse all'inizio del novecento e i treni non effettuano nessuna fermata intermedia fra Gran Central ed Harlem. Inoltre la stazione di Cold Spring non rappresenta il capolinea per i treni urbani, i quali normalmente proseguono fino alla città di  Poughkeepsie.

## Promozione
Il primo trailer è stato diffuso il 12 settembre 2017.

## Distribuzione
Il film è stato distribuito nelle sale cinematografiche statunitensi il 12 gennaio 2018 e in quelle britanniche il 19 gennaio dello stesso anno, mentre l'uscita in Italia è avvenuta il 25 gennaio.

## Accoglienza

### Incassi
Il film ha incassato 36 milioni di dollari in Nord America e 64 milioni nel resto del mondo, per un totale di 100 milioni di dollari contro un budget di 40 milioni.

### Critica
Il film ha ricevuto recensioni miste dalla critica: fu elogiato per la prestazione di Neeson e per il thriller, ma presentava molte analogie con il precedente film di Neeson e Collet-Serra, Non-Stop, basato su una trama simile, ambientata però su un aereo. Sul sito Rotten Tomatoes detiene un 58% di gradimento, basato su 165 recensioni professionali e con un voto medio del 5,5 su 10. Su Metacritic ha un punteggio di 56 su 100, basato sul parere di 44 critici.